# Drosophila xiphiphora
Drosophila xiphiphora este o specie de muște din genul Drosophila, familia Drosophilidae, descrisă de Pipkin în anul 1964.
Este endemică în Panama. Conform Catalogue of Life specia Drosophila xiphiphora nu are subspecii cunoscute.